# Georges Panagiotopoulos
Georges „Pana“ Panagiotopoulos (griechisch Γεώργιος Παναγιωτόπουλος, * 17. Juni 1975) ist ein belgisch-griechischer Fußballspieler. Aktuell ist er Co-Trainer beim FC Gratkorn in der zweitklassigen österreichischen Ersten Liga.
Panagiotopoulos wurde in Belgien geboren. Sein Name begründet sich aus der Herkunft seiner griechischen Eltern.
Sein erster Verein war der belgische Klub KSK Tongeren. 2003/04 wechselte Georges Panagiotopoulos nach Österreich zum steirischen Zweitligaverein FC Gratkorn, für den er in 179 Ligaspielen 72 Tore erzielen konnte.
Nachdem am 4. Oktober 2010 der langjährige Gratkorn-Trainer Michael Fuchs seinen Rücktritt bekanntgegeben hatte, wurde der bisherige Gratkorn Amateure-Coach Paul Steiner als neuer Trainer präsentiert. Panagiotopoulos zog sein ursprünglich für Sommer 2011 geplantes Karriereende vor und übernahm den Posten des Co-Trainers.

## Erfolge
1 × Meister Regionalliga Mitte: 2004